# Tom Gehrels
Anton M. J. Gehrels, detto Tom (Haarlemmermeer, 21 febbraio 1925 – Tucson, 11 luglio 2011), è stato un astronomo olandese naturalizzato statunitense.

## Biografia
Durante la Seconda guerra mondiale ha lavorato per lo Special Operations Executive, nel 1951 si è laureato in Fisica e Astronomia presso l'Università di Leida, nel 1956 ha conseguito il dottorato
in Astronomia e Astrofisica presso l'Università di Chicago .

## Carriera
Ha collaborato ad istituire il programma Spacewatch, volto alla ricerca di asteroidi near-Earth. Ha scoperto numerose comete (fra cui le comete periodiche 64P/Swift-Gehrels, 78P/Gehrels, 82P/Gehrels e 90P/Gehrels) e oltre tremila asteroidi (fra cui Dedalo e Ptah, due asteroidi Apollo, e Rees, un asteroide Amor).
La maggior parte delle sue scoperte furono condivise con i coniugi Cornelius ed Ingrid van Houten: Gehrels utilizzò il telescopio Schmidt dell'Osservatorio di Monte Palomar per mappare il cielo ed inviò le lastre ai due colleghi, attivi presso l'Osservatorio di Leida, che vollero condividere con lui la paternità delle scoperte derivanti dall'analisi delle immagini.
È stato membro della Unione Astronomica Internazionale .

## Riconoscimenti
Nel 2007 ha ricevuto l'Harold Masursky Award . Gli è stato dedicato un asteroide, 1777 Gehrels .